# Aurel Perșu

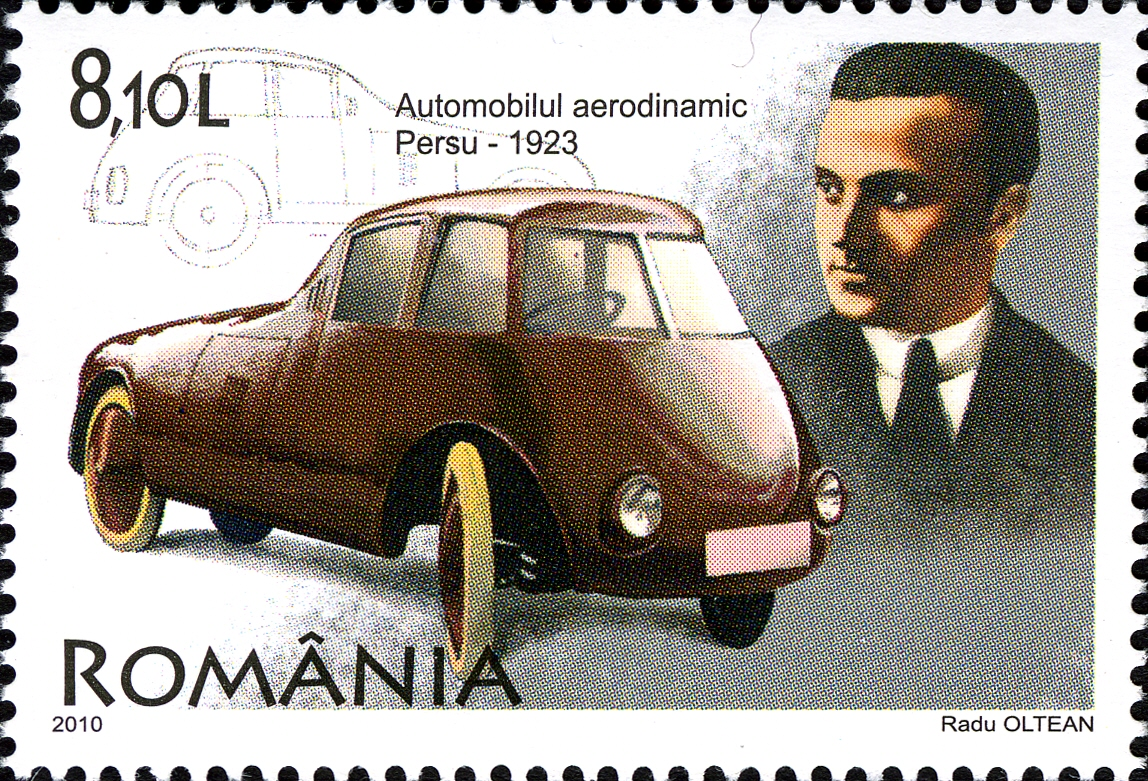

Aurel Perșu (* 26. Dezember 1890; † 5. Mai 1977 in Bukarest) war ein rumänischer Maschinenbauingenieur und gilt als der Konstrukteur des ersten Automobils mit aerodynamischem Profil der Welt.

## Leben
Perșu studierte von 1909 bis 1913 an der Technischen Hochschule Berlin, die er 1913 als Abschiedsredner abschloss; danach lehrte und arbeitete er in Bukarest. Er zählte auch zu den ersten Forschern, die die
sogenannte Tropfenform in Autodesigns umsetzten.
Rund um den Ersten Weltkrieg baute Perșu ein elektrisch angetriebenes Fahrzeug, heute noch im Technischen Museum Dimitrie Leonida zu sehen. Seine Laufbahn wurde auch durch die zweijährige Stellung als Direktor der „Industria Aeronautică Română“-Fabrik (1938–1940) und als Professor an dem Bukarester Elektrotechnischen Institut gezeichnet.

## Das Auto

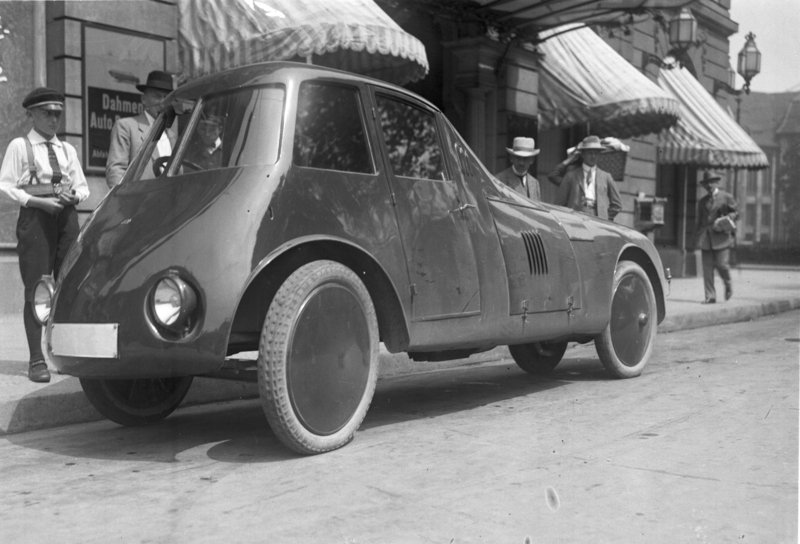
Perșus Stromlinienauto

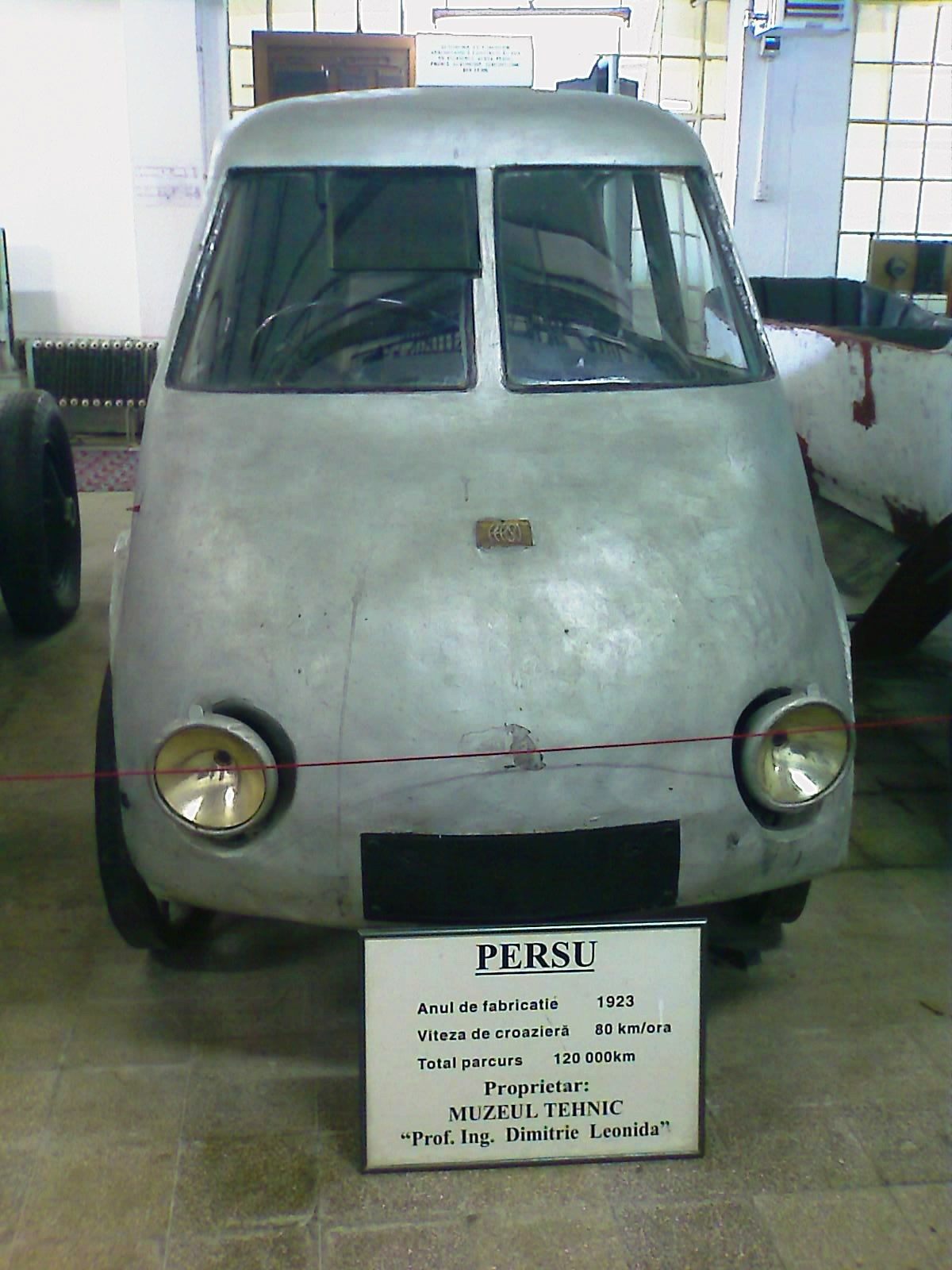
Das Auto im Dimitrie Leonida Museum

Nach vielen aerodynamischen Laborversuchen und Berechnungen kam er zum Schluss, dass die ideale Form eines bewegten Fahrzeuges die eines vorn gerundeten und hinten lang und spitz zulaufenden Körpers ist. Ihm gelang es, geringe Luftwiderstandskoeffizienten (wie 0,22) zu erzielen.
Nach dem Ersten Weltkrieg hatte er wieder Kontakte nach Deutschland, unter anderem mit Emil Everling und Gabriel Becker. 1922 meldete Perșu beim Deutschen Patentamt in Berlin seinen „Vierrädrigen Stromlinienwagen mit innerhalb der Stromlinienform eingebauten Rädern“ an. 1923 gab es bereits ein 1:1-Holzmodell, über das Perșu eigenhändig eine Aluminium-Karosserie formte. Das Fahrzeug wurde zwischen 1922 und 1924 mit seinem eigenen Geld in Berlin gebaut.
Die Karosserie wich von dem Entwurf ab, Perșu versuchte mit Serienbauteilen, diesen Prototyp kostengünstig zu bauen. Der Motor hatte vier Zylinder und wurde von AGA (Berlin) geliefert. Perșu konzipierte den Wagen als Versuchsfahrzeug, um zu testen und das Konzept dann einer Autofirma zu verkaufen. Dies misslang und so stand der PERSU in der Garage seines Erfinders, bis er ihn ein Jahr vor seinem Tod dem Technischen Museum Dimitrie Leonida in Bukarest schenkte.